# Jerrawangala-Nationalpark
Der Jerrawangala-Nationalpark ist ein Nationalpark im Südosten des australischen Bundesstaates New South Wales, etwa 25 Kilometer südwestlich von Nowra und rund 80 Kilometer östlich von Goulburn.
Der Nationalpark umfasst ein Plateau mit steilen Felsabstürzen. Er ist, wie die nördlich anschließende Parma Creek Nature Reserve, mit Nieder- und Hochwald bewachsen. Neben den Eukalyptuswäldern findet sich auch Regenwald und Heideland. Drei bedrohte Pflanzenarten und sechs bedrohte Tierarten sind in den Parks heimisch.